# Julià de Sant Agustí
Julià de Sant Agustí (Medinaceli, ca. 1553 - Alcalá de Henares, 8 d'abril de 1606) fou un germà llec dels franciscans observants. És venerat com a beat per l'Església catòlica.

## Biografia
Julián Martinet nasqué a Medinaceli (Sòria), fill d'Andrieu Martinet, natural de Tolosa, que n'havia fugit a causa de les guerres de religió, i de Catalina Gutiérrez, treballadora d'Aguaviva. Educat en la fe catòlica, de jove va ingressar al convent de franciscans observants de Nuestra Señora de La Salceda (Tendilla, Guadalajara). Aviat començà a fer penitències i mortificacions, tan exagerades que va rebre amonestacions i el van expulsar del convent; hi fou novament acollit, però el jove continuà excedint-se en la penitència i fou despatxat un altre cop.
Visqué com a eremita prop del convent, i demanava als frares un tros de pa cada dia, mentre es lliurava a la pregària. Els frares, apietats, l'acceptaren de nou al convent, on ja hi restà. Va professar-hi com a germà llec de l'Orde de Sant Francesc i, després de breus estades als convents d'Alcalá de Henares i Ocaña, tornà al de Santa María de Jesús Arxivat 2022-03-31 a Wayback Machine. d'Alcalá de Henares, on havia viscut Sant Dídac d'Alcalà. Hi fou almoiner i, per la seva humilitat i austeritat, es guanyà l'estimació i veneració populars. Molt caritatiu, ajudava els necessitats com podia i compartia amb ells el seu menjar. Feia apostolat i aconseguí moltes conversions amb la seva predicació; se li atribuïen els dons de la profecia i la ciència infusa, i professors i teòlegs anaven a veure'l per cercar-hi consell, i el rei Felip III d'Espanya anà a visitar-lo per conèixer-lo.
Va morir el 8 d'abril de 1606, als 53 anys, al convent d'Alcalá. Els clergues, professors de la universitat, nobles i poble en general anaren en multitud als seus funerals, on el cos del frare fou exposat divuit dies.

## Veneració
Des del mateix moment de la mort rebé la veneració popular i aviat es començaren a succeir suposats miracles per la seva intercessió. La capella de la seva tomba, a Santa María de Jesús, va començar a ser anomenada de San Julián i a Alcalá se li dedicà un carrer anomenat "San Julián". Finalment, fou beatificat per Lleó XII el 23 de maig de 1825.
En ésser enderrocat el convent, arran de la desamortització, les restes del frare foren traslladades a la llavors església Magistral d'Alcalá, actual catedral. L'11 de gener de 1836 foren col·locats a la capella de l'Asunción, en una urna a l'esquerra del sepulcre del també franciscà Dídac d'Alcalá.
Lope de Vega evocà el beat en la seva comèdia El saber por no saber, y vida de San Julián de Alcalá, centrada en la saviesa innata del frare.

## Bibliografia

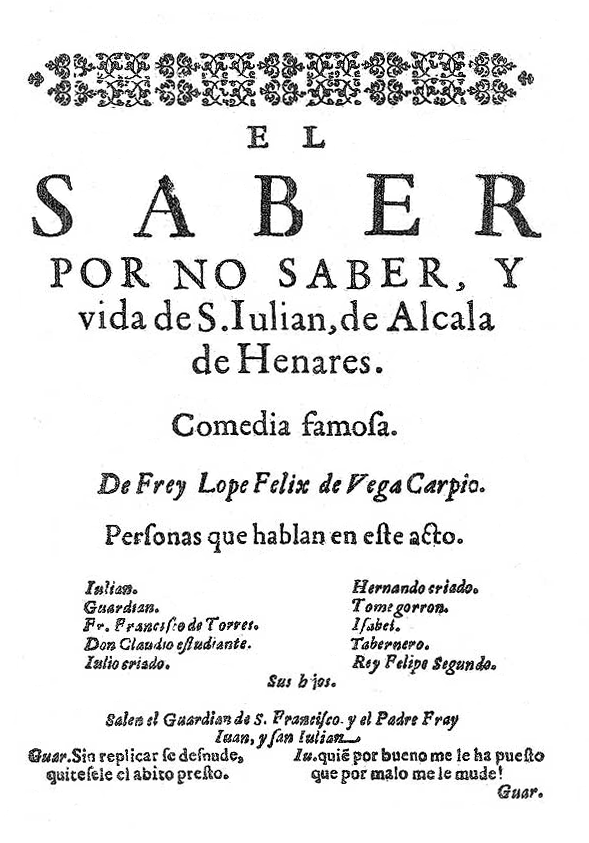
"El saber por no saber, y vida de S. Julián de Alcalá de Henares" (Lope de Vega, 1638).